# Saison 5 de Sous le soleil
Chronologie
Saison 4 Saison 6
La cinquième saison de Sous le soleil, série télévisée française créée par Pascal Breton et Olivier Brémond, a été diffusée pour la première fois sur la chaîne TF1 du 1er mai 1999 au 23 septembre 2000, immédiatement à la suite de la saison précédente. Cette cinquième saison a été diffusée à un rythme hebdomadaire, le samedi, avec deux pauses estivales des inédits durant les étés 1999 et 2000. Les épisodes ont été programmés à 18 h.

## Distribution

### Distribution principale
- Adeline Blondieau : Caroline Drancourt
- Bénédicte Delmas : Laure Olivier
- Tonya Kinzinger : Jessica Laury, ép. Gautier
- Stéphane Slima : Alain Dulac
- Christine Lemler : Valentine Chardin
- Grégory Fitoussi : Benjamin Loset
- Vanessa Wagner : Lisa Drancourt
- Lucie Jeanne : Victoria Morel
- Roméo Sarfati : Louis Lacroix

### Distribution secondaire
- Marie-Christine Adam : Blandine de Loire, ép. Morel puis veuve Morel
- Jacques Hansen : André Morel
- Sylvain Corthay : Pierre Olivier
- David Brécourt : Baptiste Mondino
- Arsène Jiroyan : Commissaire Marco
- Olivier Bénard : Yann Gautier
- Delfine Rouffignac : Clara Olivier
- Michaël Fitoussi : Mathieu Mérignac
- Nina Seifert : Emma Morel
- Max Boublil : Aldo Corty
- Éva Di Battista : Éva Vanelli
- Jonathan Max-Bernard : Nicolas
- Jérôme Marc : Roméo Ferreri
- Philippe Agaël : Julien Valère
- Manuela Lopez : Marion Bertrand

### Invités
- Claudine Ancelot : Élisabeth Chouchan
- Julie du Page : Lucie
- Damien Ferrette : Vincent de Boissière
- Shirley Bousquet : Jeanne Bouvier

## Épisodes
| № | #  | Titre                   | Réalisé par         | Écrit par                              | 1re diffusion     |
| --- | -- | ----------------------- | ------------------- | -------------------------------------- | ----------------- |
| 106 | 1  | D'égal à égale          | Christophe Salachas | Pascale Mémery                         | 1er mai 1999      |
| À la Clinique du Golf, le docteur Franck Artanis commet une erreur médicale mettant la vie d’une patiente en danger. Le mari de cette dernière porte plainte, et Laure envisage de la transférer à Marseille. Franck tente alors de se racheter et de sauver lui-même la patiente. Laure finit par accepter, et la patiente est sauvée. Mais Franck, qui a perdu la confiance de ses collègues, pose sa démission, aussitôt refusée par Laure qui a besoin de lui pour faire fonctionner sa clinique. De son côté, Lisa souhaite prouver à Fred, de retour à Saint-Tropez, qu’elle peut elle-aussi être un grand reporter d’investigation. C’est pourquoi elle infiltre un réseau de prostitution, avant d’être prise à son propre piège. Fred, qui récupère des informations auprès de Jessica, comprend qu’elle est en danger et part la récupérer. Le proxénète, Vidal, est arrêté, et le journal qui emploie Fred et Lisa leur propose une mission à l’étranger. La jeune femme accepte de suivre Fred et quitte ainsi ses amis tropéziens, afin de pouvoir vivre de sa passion. |    |                         |                     |                                        |                   |
| 107 | 2  | Dans le rôle du père    | Christophe Salachas | Soline Delmas et Patrick Delmas        | 8 mai 1999        |
| Laure, Benjamin et Clara se sont installés dans une belle villa, mais la petite fille rejette le jeune homme de peur qu’il ne lui vole sa maman. Cette dernière n’y voit d’ailleurs que du feu et accuse Benjamin d’être un mauvais père, ce qui le blesse fortement. Conseillé par Jessica, il parvient à conquérir le cœur de la petite fille en prenant les traits d’un clown lors d’une fête pour enfants organisée à la plage. Fière de lui, Clara l’appelle papa pour la première fois. De leur côté, Blandine et Valentine se sont rapprochées au point d’ouvrir ensemble une boutique de prêt-à-porter féminin. Pour le lancement de leur première collection, elles organisent un défilé pour lequel une mannequin fait faux bond. Victoria accepte alors de la remplacer, mais cela rend furieux André qui découvre sa fille parader dans des tenues sexy. Rassuré par Blandine, mais aussi par de vieux amis qui ont reconnu en Victoria sa mère décédée Katrin, André finit par se calmer et félicite sa fille. Cette dernière est également engagée par Jessica comme serveuse au Saint-Tropez. |    |                         |                     |                                        |                   |
| 108 | 3  | Le mariage interdit     | Éric Summer         | Pascale Mémery                         | 15 mai 1999       |
| André demande Blandine en mariage, mais souhaite le célébrer en catimini pour ne pas blesser Victoria encore meurtrie par la mort de sa mère. Mais la lycéenne surprend leur conversation et entreprend de tout faire pour empêcher leur union. Elle parvient à les faire se disputer en faisant croire à son père que Blandine revoit Pierre. Ce dernier réalise effectivement qu’il aime toujours son ex-femme. Il se confie à Laure qui l’encourage à parler à Blandine, et rompt avec Élisabeth qui préfère quitter Saint-Tropez et accepter un poste important à Nice. Cependant, Blandine a tourné la page et souhaite vraiment épouser André. Si pour Pierre c’est une douche froide, pour Victoria ce sont des remords et de la honte, car elle réalise notamment grâce à Laure et Valentine qu’elle a fait du mal à son père et à sa belle-mère. Rassurée par André qui lui révèle que c’était le dernier souhait de sa mère, Victoria finit par accepter son remariage. |    |                         |                     |                                        |                   |
| 109 | 4  | Rompre le silence       | Christophe Salachas | Patrick Bancarel                       | 22 mai 1999       |
| Jessica prépare une soirée privée pour son ami, le célèbre acteur Richard Mory, rencontré lors de leur formation artistique aux États-Unis. À peine arrivé, et malgré son attachée de presse Muriel avec qui il sort, il drague Victoria qui tombe sous son charme. Mais il finit par l’entraîner sur la plage et tente de la violer. Muriel arrive à temps, mais dément les dires de Victoria lorsqu’elle porte plainte auprès du commissaire Marco, qui a réintégré la police. André, lui, apprend ce qui s’est passé et frappe l’acteur à son hôtel. Jessica parvient finalement à ouvrir les yeux de Muriel quant au mépris de Richard à son égard, et l’attachée de presse confirme l’agression peu avant que Richard ne soit arrêté. Parallèlement, la Clinique du Golf est en difficulté par manque de personnel. De retour à Saint-Tropez, le docteur Baptiste Mondino postule et avoue à Laure qu’il l’aime encore. Cette dernière, qui désormais a une famille, préfère alors choisir un autre candidat, mais qui ne fait pas l’affaire bien longtemps. Résignée, Laure finit par engager Baptiste qui feint de revenir uniquement pour le poste. Pourtant, il avoue clairement à leur collègue Christophe qu’il va tout faire pour la reconquérir. |    |                         |                     |                                        |                   |
| 110 | 5  | Les ailes brisées       | Éric Summer         | Blats                                  | 29 mai 1999       |
| Depuis quelque temps, Pierre Olivier s’est mis à son compte pour le conseil en entreprise. Mais son ami Hervé Duval lui propose de devenir le proviseur d’un lycée privé que son groupe vient de racheter. Pierre décide de prendre le temps de la réflexion, et s’occupe d’ici-là de sa petite-fille Clara qui va désormais à l’école à reculons. Son grand-père, qui finit par accepter le poste qu’on lui propose, parvient à désamorcer la situation tendue avec sa maîtresse lorsque Clara avoue être dissipée en raison des disputes de ses parents. En effet, Benjamin refuse de discuter avec Laure de ses problèmes à l’aérodrome, où il a de plus en plus de mal à piloter en toute sécurité en raison de problèmes de vue. Lorsqu’il se résout enfin à consulter, on lui diagnostique un décollement de la rétine. Terrorisé à l’idée de ne plus pouvoir voler, il cache la vérité à Laure jusqu’à ce qu’elle la découvre. Elle le convainc de se faire opérer, mais cela ne change en rien le fait qu’il doive tirer un trait sur sa passion. |    |                         |                     |                                        |                   |
| 111 | 6  | La honte                | Éric Summer         | Nicolas Mercier                        | 5 juin 1999       |
| Victoria rencontre une bande de jeunes issus d’un milieu aisé et se met à envier leur train de vie. Elle parvient à s’en faire des amis en leur mentant sur sa propre existence. Elle s’invente en effet un père richissime, à mille lieues du simple métier de pêcheur d’André. Quand ce dernier découvre qu’elle ne va plus au lycée, qu’elle lui vole de l’argent, et qu’elle a honte de lui, c’est le clash. L’adolescente préfère alors quitter le domicile familial, même si ses nouveaux amis et Fabrice, dont elle est tombée amoureuse, lui ont tourné le dos. Pendant ce temps, Benjamin recherche du travail. Souhaitant bien faire et l’aider, Laure demande à Jessica de le reprendre à la plage en soutien de Victoria et de Charlotte, sa nouvelle employée. Le garçon accepte à contrecœur, non sans s’énerver en prenant l’aide de ses proches pour de la pitié. Mais il trouve également un autre emploi, bien plus dangereux : il accepte de transporter en avion de la marchandise de contrebande pour Karl Mancini, un trafiquant, et ce malgré son interdiction de piloter. |    |                         |                     |                                        |                   |
| 112 | 7  | Un dernier contrat      | Christophe Salachas | Sylvie Bailly                          | 12 juin 1999      |
| Benjamin effectue des vols pour transporter des cigarettes et de l’alcool de contrebande. Mais Mancini passe rapidement à la drogue, ce que découvre le pilote. Furieux, il décide alors de tout arrêter mais le trafiquant menace de s’en prendre à sa famille. Coincé, Benjamin se confie à Jessica qui lui supplie de réagir. Il décide finalement de prévenir la police. Marco et ses hommes interviennent et mettent fin au trafic, heureusement sans arrêter Benjamin puisqu’il leur a donné les informations. Au Saint-Tropez, Yann et Jessica préparent un spectacle avec leur compagnie de danse. Mais le jeune homme nourrit des ambitions plus vastes et souhaite acheter un vrai local de répétition. Il se dispute ainsi avec Jessica qui, elle, se contente bien du bar enterré de la plage. Voyant que leur histoire d’amour passe après la danse, Jessica envisage même de tout arrêter, avant que Blandine ne lui fasse réaliser que la danse est tout aussi importante pour elle qu’elle ne l’est pour Yann. |    |                         |                     |                                        |                   |
| 113 | 8  | Spirale                 | Éric Summer         | Stéphane Pallay                        | 26 juin 1999      |
| Baptiste insiste auprès de Laure pour qu’ils se remettent ensemble, au point que la directrice de la clinique qu'elle est soit soupçonnée de vouloir profiter de la situation financière difficile de l’établissement pour se débarrasser de lui lorsqu'un licenciement est nécessaire. Mais c’est bien pour une erreur médicale et parce qu’il a été le dernier embauché que son poste est menacé. Parallèlement, Benjamin, qui héberge avec Laure Victoria, pousse la jeune femme à faire le premier pas pour renouer avec son père. Mais l’adolescente s’y refuse. Blandine elle-aussi pousse son compagnon à en faire de même, mais père et fille semblent irréconciliables. En mer, André est alors victime d’un accident. Gravement blessé, il est opéré d’urgence à la clinique, où Laure accepte que Baptiste s’en charge. Le personnel accepte ensuite une baisse générale des salaires pour garder avec eux le talentueux Docteur Mondino qui sauve André, tandis que Victoria accoure au chevet de son père, mettant ainsi un terme à leur brouille. Enfin, Benjamin assiste, jaloux mais impuissant, à la complicité qui renaît entre Laure et Baptiste. |    |                         |                     |                                        |                   |
| 114 | 9  | Amants d'un jour        | Christophe Salachas | Fabienne Lesieur                       | 11 septembre 1999 |
| En tant que consultant médical pour un journal, Baptiste publie un article à décharge sur les directeurs de clinique. Laure se sent immédiatement visée et prouve par tous les moyens son implication. Elle passe alors tout son temps à la clinique et délaisse Benjamin. Ce dernier, toujours à la recherche d’un emploi plus stable que serveur à la plage, se confie à Jessica sur son mal être. Cette dernière aussi se sent délaissée, car Yann accepte de danser en solo pour un spectacle à Nice prévu en duo avec la jeune femme. En faisant de sa carrière personnelle une priorité par rapport à leur relation, Yann blesse Jessica qui elle-aussi se rapproche de Benjamin. Après plusieurs soirées passées ensemble à se morfondre mais aussi à se découvrir davantage, les deux amis se séduisent et finissent par faire l’amour. Ils décident le lendemain de ne jamais en parler à personne. À la clinique, Laure parvient à faire taire les mauvaises langues sur sa gestion en résolvant un début d’épidémie. Baptiste s’excuse alors de lui en avoir fait baver par jalousie, et reconnaît enfin qu’elle est heureuse avec sa famille. |    |                         |                     |                                        |                   |
| 115 | 10 | Double aveu             | Éric Summer         | Thierry Lassalle                       | 18 septembre 1999 |
| Benjamin ne supporte plus de devoir mentir à Laure au sujet de son adultère avec Jessica. Cette dernière le supplie de ne rien lui dire au risque de brouiller tout le monde. Mais n’en pouvant plus, il finit par lui avouer l’avoir trompée. Laure se précipite à la plage pour pleurer dans les bras de Jessica, ce qui perturbe fortement la serveuse. Lorsque Laure lui confie vouloir rompre avec Benjamin, Jessica lui avoue être la femme avec qui le garçon a eu cette aventure. Furieuse, Laure accepte de réfléchir quant à Benjamin car elle comprend l'avoir délaissée, mais tire un trait sur Jessica en lui annonçant vouloir vendre ses parts de la plage. Blandine, de son côté, tente de mener de front la gestion de l’entreprise d’André, toujours convalescent, et la boutique avec Valentine. Cette dernière s’impatiente de voir son associée si souvent absente, d’autant qu’elle avoue à son psychiatre considérer Blandine comme une mère qui l’abandonne. Vexée, Valentine chasse Blandine de la boutique en tant qu’associée majoritaire. |    |                         |                     |                                        |                   |
| 116 | 11 | Les frères ennemis      | Éric Summer         | Soline Delmas et Patrick Delmas        | 25 septembre 1999 |
| Benjamin apprend la mort de son père biologique qu’il n’a jamais connu, ainsi que l’existence d’un demi-frère, Mathieu Mérignac, avec qui il va devoir partager l’héritage. Ce dernier se présente à la plage, mais fait en sorte que Benjamin renonce à l’argent. De toute façon, c’est d’avoir trouvé un frère qui ravit Benjamin. Mathieu a rapidement des remords de l’avoir arnaqué car il s’y attache, au point de vouloir racheter un garage de bateaux ensemble. Lorsque Benjamin apprend la vérité, il tombe de haut. Mais il accepte de lui pardonner pour s’associer avec. De son côté, Jessica est face à un dilemme pour le Saint-Tropez : soit elle accepte que les parts de Laure soient rachetées par un homme d’affaires qui veut défigurer sa plage, soit elle lui vend la totalité des parts, les siennes comprises. Victoria, qui refuse de voir ce lieu vendu, suggère que Valentine, qui a vendu sa boutique après sa brouille avec Blandine, rachète les parts de Laure. Mais Jessica s’y refuse, craignant le comportement imprévisible de Valentine. Pourtant, elle comprend qu’elle n’a pas le choix et finit par accepter, en demandant à sa nouvelle associée de ne s’occuper que de l’ouverture nocturne. |    |                         |                     |                                        |                   |
| 117 | 12 | Souffrir d'aimer        | Éric Summer         | Jean Bobby                             | 2 octobre 1999    |
| À son tour, Jessica n’en peut plus de cacher à Yann le fait qu’elle l’ait trompé. Elle finit donc par lui avouer, et ce dernier s’empresse de mettre un coup de poing à Benjamin. La tension escalade entre les deux danseurs pendant leurs répétitions dans leur nouveau studio de danse où Yann fait vivre un enfer à Jessica. Résignée, elle décide de rentrer aux États-Unis. Mathieu conseille à son demi-frère de s’en mêler, et Benjamin parvient à convaincre Yann d’empêcher la danseuse de partir. Pendant ce temps, Blandine garde Clara pendant ses vacances. Mais ses méthodes ne plaisent guère à Laure, car elles lui rappellent sa propre enfance, pendant laquelle elle a beaucoup souffert de l’exigence de Blandine. Après une chute de la balançoire, Clara se blesse. Laure décide alors que Blandine ne doit plus s’occuper de sa petite-fille. Mais une fois encore grâce à Benjamin, Laure parvient à exprimer ses sentiments refoulés à Blandine, qui réalise avoir trop dure dans son éducation. |    |                         |                     |                                        |                   |
| 118 | 13 | Premier accroc          | Sylvie Ayme         | Eugénie Dard                           | 16 octobre 1999   |
| Benjamin et Mathieu travaillent ensemble dans leur entreprise de chantier naval. C’est l’occasion pour eux d’apprendre à se connaître, notamment lorsqu’ils y découvrent Raphaël, un jeune squatteur issu de la DDASS. Si Mathieu le chasse immédiatement, Benjamin se prend d’affection pour celui qui lui rappelle ses propres galères de jeunesse. Les deux frères se disputent donc jusqu’à ce que la méfiance de Mathieu se confirme : Raphaël pique dans la caisse pour rembourser une dette. L’incompréhension entre les deux frères se dissipent finalement lorsque Mathieu rembourse lui-même la dette et embauche Raphaël pour lui offrir un travail. De son côté, Valentine tombe sous le charme de Baptiste au Saint-Tropez. Ce dernier, ne parvenant toujours pas à séduire Laure, se laisse aller au jeu de Valentine pour un soir. Mais cette dernière, fidèle à ses habitudes, ne compte pas s’arrêter à un nuit d’amour et décide de ne plus le lâcher. Même si Baptiste accepte de poursuivre leur relation, il réalise tout de même que Valentine est excessive, ce que lui confirme Laure en l'avertissant du mal dont Valentine est capable de faire autour d'elle. |    |                         |                     |                                        |                   |
| 119 | 14 | Le choix de Laure       | Sylvie Ayme         | Pierre-Yves Pruvost                    | 23 octobre 1999   |
| Laure est continuellement accaparée par son travail, d’autant qu’elle gère actuellement un projet d’agrandissement. De ce fait, elle minimise des symptômes inquiétants chez Clara, qui préoccupent en revanche Benjamin. Ce dernier conduit finalement leur petite-fille à la clinique. Laure réalise qu’elle ne passe plus assez de temps avec sa famille et, dans l’attente des résultats d’analyses de Clara, décide de démissionner de son poste de directrice. Lorsque la méningite de sa fille se révèle bénigne, Laure confie les rênes de la clinique à Baptiste. Parallèlement, André réagit très mal lorsqu’il surprend la petite fête improvisée de Victoria à la maison pour célébrer son baccalauréat. Blandine tente de conseiller son compagnon sur la façon de s’y prendre avec sa fille, qui a besoin de liberté. Lorsqu’il rencontre Raphaël, qui a passé la nuit avec Victoria, il se fait alors violence pour l’accepter et l’intégrer à la famille. Seulement pour Victoria, Raphaël n’est qu’une conquête parmi d’autres, expérimentant l’insouciance de l’adolescence. André comprend alors malgré lui qu’il doit faire avec. |    |                         |                     |                                        |                   |
| 120 | 15 | Sœurs rivales           | Sylvie Ayme         | François Aramburu et Pascal Fontanille | 30 octobre 1999   |
| Emma, la sœur de Victoria, est de retour d’Allemagne où elle suit ses études. Elle accompagne sa sœur passer un casting pour devenir chanteuse, car Victoria souhaite, maintenant qu’elle a son bac, réaliser son rêve. Mais Maxime, le producteur, prend rapidement conscience qu’Emma est plus talentueuse que sa sœur. En secret, il lui propose de prendre la place de Victoria. Quand cette dernière l’apprend et réalise qu’en plus ils sortent ensemble, elle se dispute violemment avec Emma. Mais Victoria finit par se rendre à l’évidence et pardonne sa sœur. De son côté, Valentine renoue avec ses vieux démons. Prête à tout pour garder Baptiste auprès d’elle, elle va jusqu’à le droguer pour qu’il soit incapable d’aller travailler et parte avec elle en voyage. Son psychiatre a beau l’avertir qu’elle ne fait pas les bons choix, Valentine persiste jusqu’à ce que Baptiste découvre le pot aux roses. Il rompt alors sur-le-champ. |    |                         |                     |                                        |                   |
| 121 | 16 | L'amitié retrouvée      | Sylvie Ayme         | Bénédicte Popper                       | 13 novembre 1999  |
| Valentine souhaite effectuer des travaux au bar, mais Jessica s’y oppose puisqu’il vient déjà d’être refait. Pour se venger, elle porte plainte contre la danseuse pour détournement de fonds après avoir repéré un transfert d’argent vers sa compagnie de danse. À l’époque, l’accord avait été seulement verbal avec Laure, si bien que Jessica risque gros en l’absence de trace écrite. Être si méchante ne réussit néanmoins pas à Valentine qui se met à boire. Victoria tente de l’aider, mais Valentine refuse de voir la vérité en face jusqu’à ce que l’adolescente la sauce in extremis d’un début d’incendie que Valentine provoque, ivre, en rentrant chez elle. Cette dernière décide enfin de partir en cure de désintoxication. Benjamin, lui, pousse Laure à pardonner Jessica. Mais la jeune femme n’y voit d’abord qu’un moyen de se sortir de sa situation délicate. Portant, Laure réalise peu à peu qu’elle est en train de perdre son amie et la plage de son enfance pour de bon. Au dernier moment, elle décide de fabriquer un faux antidaté prouvant l’innocence de Jessica. Les deux amies renouent enfin. |    |                         |                     |                                        |                   |
| 122 | 17 | Toujours plus loin      | Éric Summer         | Stéphane Palay                         | 20 novembre 1999  |
| Yann et Jessica montent un nouveau spectacle. Mais le jeune homme est si perfectionniste qu’il fait vivre un enfer à tous les danseurs de la compagnie. L’un d’eux est obligé de prendre des amphétamines pour tenir le rythme, et en propose même à Yann qui finit par accepter. Lorsque Jessica s’en aperçoit, elle entre dans une rage folle. Le fournisseur des garçons, Gérard, est un caïd de la ville suivi par la police. Alors Marco et ses hommes ne tardent pas à l’arrêter en flagrant délit, embarquant Yann avec. Heureusement Yann est libéré le lendemain car, sans casier judiciaire, il ne risque qu’une simple amende. Mais sa relation avec Jessica en est fragilisée. De son côté, Blandine s’ennuie depuis qu’elle ne travaille plus à la boutique. Elle aide André dans son travail, mais n’est pas très douée. Alors quand Pierre lui propose un poste de professeur de français dans son lycée, elle appréhende la réaction d’André mais rêve secrètement d’accepter. Ce dernier finit par y consentir et Blandine fait ses premiers pas au lycée. |    |                         |                     |                                        |                   |
| 123 | 18 | Des bleus au cœur       | Sylvie Ayme         | Blats                                  | 27 novembre 1999  |
| Laure s’inquiète pour le petit Éric, un camarade de classe de Clara qui présente des hématomes sur le corps. Elle comprend rapidement qu’il est battu à la maison grâce à Clara, à qui le petit garçon s’est confié. Lorsque Laure confronte la mère du garçon, cette dernière avoue que ce sont les faits de son mari. Inquiète, Laure prévient Marco mais l’enfant et la mère nient les accusations dans un premier temps. Les coups ne s’arrêtent pas pour autant, jusqu’à ce que Éric s’enfuie et aille se réfugier dans le jardin de Laure. Son père réalise qu’il a besoin de se faire soigner et part, laissant le petit à la charge de sa mère. Pendant ce temps, le célèbre producteur Marc Sanders propose à Emma d’accélérer sa carrière. Mais cette dernière, par amour pour Maxime, préfère refuser l’offre pour rester avec le jeune producteur, pourtant moins à même de lui faire connaître le succès. Réalisant qu’il risque de lui faire gâcher son talent, Maxime cède ses droits à Sanders et quitte la jeune femme. |    |                         |                     |                                        |                   |
| 124 | 19 | Passion dévorante       | Éric Summer         | Bénédicte Popper                       | 4 décembre 1999   |
| Fred est de retour à Saint-Tropez pour réaliser un livre de photos. Il annonce à Jessica s’être séparé de Lisa qui poursuit sa carrière de photographe à travers le monde. Il lui propose, ainsi qu’à Yann, de consacrer tout un chapitre de son livre à leur compagnie de danse. Obnubilé par le potentiel promotionnel d’un tel projet, Yann encourage Jessica à accepter, sans savoir qu’il la pousse également dans ses bras. Au gré des séances photos, les deux amis se rapprochent sans que Yann ne s’en rende compte. Jessica finit par céder à la tentation et entame une double vie. Blandine, elle, a beaucoup de mal à assurer ses premiers cours au lycée. Un élève en particulier, Nicolas, lui fait vivre un enfer. Pierre l’encourage à ne pas renoncer. Au fil des jours, et avec de la persévérance, Blandine comprend que le jeune homme est en souffrance depuis le divorce de ses parents. Grâce à la littérature, elle parvient à apprivoiser son élève. |    |                         |                     |                                        |                   |
| 125 | 20 | Dilemme                 | Sylvie Ayme         | Soline Delmas et Patrick Delmas        | 11 décembre 1999  |
| Mathieu, qui vit temporairement avec Laure et Benjamin, a eu la mauvaise idée pour renflouer les caisses de son entreprise, de prendre part à un trafic de bateaux volés. Lorsque Benjamin l’apprend, les deux frères se disputent. Mathieu souhaite alors tout arrêté mais il est pris au piège et se fait passer à tabac. Benjamin prend alors la décision de convoyer un dernier bateau lui-même, mais il se fait arrêter par la police. Laure est désespérée et ne comprend pas pourquoi Benjamin se laisse accuser à la place de son frère. Pendant ce temps, Jessica poursuit tant bien que mal sa double vie en jonglant entre les rendez-vous de Yann, qui organise l’anniversaire de la compagnie, et de Fred qui souhaite lui présenter son père. Mais lorsque Fred lui demande de tout avouer à Yann et qu’elle refuse, il comprend qu’elle ne le choisira pas. Fred et Jessica se séparent alors. |    |                         |                     |                                        |                   |
| 126 | 21 | La reconquête           | Sylvie Ayme         | Nicolas Mercier                        | 18 décembre 1999  |
| Peu après leur rupture, Jessica est retournée dans les bras de Fred. Mais ce dernier se montre de plus en plus pressant pour qu’elle le choisisse. De son côté, Yann les surprend ensemble et comprend la double vie que mène Jessica. Pour autant, il décide de ne rien dire et de tout faire pour la reconquérir. Retrouvant enfin l’homme dont elle était tombée amoureuse et qui ne fait plus passer la danse avant tout, Jessica fait son choix. Et lorsque Yann lui avoue être au courant de sa liaison, elle court rompre avec Fred. Parallèlement, Victoria soutient sa sœur qui croit connaître un immense succès avec sa chanson. Malheureusement, son producteur Marc Sanders lui cache que c’est un échec afin de la garder auprès de lui. Il va même jusqu’à tenter de coucher avec, lui rappelant qu’elle est sous contrat. Emma, elle, est toujours amoureuse de Maxime mais elle n’ose pas le lui dire, surtout lorsqu'elle apprend que son single est un échec. Victoria se décide alors à tout dire elle-même à Maxime, ce qui le pousse à sauver la jeune chanteuse des griffes de Sanders. |    |                         |                     |                                        |                   |
| 127 | 22 | Pardons                 | Sylvie Ayme         | Stéphane Palay                         | 8 janvier 2000    |
| Laure rend souvent visite à Benjamin qui attend son procès en prison. Ce dernier refuse toujours de donner à la justice le nom du vrai coupable, son demi-frère Mathieu. Loin d’être naïf, le commissaire Marco laisse sous-entendre à Mathieu que si le vrai coupable se dénonçait, Benjamin risquerait une peine bien moins lourde. Mais c’est finalement Valentine, rentrée de cure, qui convainc l’homme de se dénoncer, les deux se rapprochant en raison de nombreux points communs. Pour ne pas trop penser à cette histoire, Laure travaille sans relâche à la clinique pendant que sa mère Blandine s’occupe de Clara, qui réclame son père constamment. Là, Baptiste tente à nouveau un rapprochement auprès de Laure, d’autant qu’ils se projettent tous les deux dans l’histoire une patiente dans le coma, dont un simple ami tombe petit à petit amoureux. Mais grâce à sa fille, Laure décide d’attendre patiemment la sortie de prison de son compagnon. Enfin, avant d'être arrêté, Mathieu verse l'argent reçu de la liquidation de son entreprise sur un compte au nom de Clara. |    |                         |                     |                                        |                   |
| 128 | 23 | Départs                 | Éric Summer         | Fabienne Lesieur                       | 15 janvier 2000   |
| Benjamin est libéré mais son retour à la vie normale est difficile. Contrairement à son frère qui compte en profiter aux côtés de Valentine, il tente en vain de retrouver un travail, rejeté par tous les employeurs. De plus, les camarades de Clara se moquent également de son père. Alors, Benjamin se met en tête de rendre fière sa famille à nouveau, et accepte de convoyer un voilier jusqu’en Grèce aux côtés de Diane, un ancien mannequin qui lui propose cette mission. Évidemment, Laure prend très mal cette décision, mais l’accepte afin que son amoureux puisse se reconstruire. Pendant ce temps, Emma rejette toujours Maxime de peur qu’il ne se rapproche d’elle que par pitié à la suite de l’échec de son disque. Victoria et lui organisent un concert à la plage dans l’espoir qu’Emma accepte de faire la première partie et sorte enfin de son désarroi. Si dans un premier temps elle refuse, elle finit par accepter. |    |                         |                     |                                        |                   |
| 129 | 24 | La dernière danse       | Éric Summer         | Patrick Bancarel                       | 29 janvier 2000   |
| Jessica et Yann préparent un autre spectacle avec leur compagnie. Mais la jeune femme a du mal à tenir le coup physiquement. Croyant être enceinte, elle demande à Laure de faire des analyses qui se révèlent négatives. Déçue, elle fait part à Yann de son envie d'enfant. Or ce dernier préfère se consacrer à la danse. Furieuse, elle pousse son corps à bout pendant les répétitions et se blesse gravement au genoux. Laure lui annonce alors qu’elle ne pourra plus jamais danser. De ce fait, elle rejette Yann, mais ce dernier réalise qu’il l’aime plus que tout : il la demande en mariage et souhaite lui faire cet enfant. Jessica refuse d'abord, puis finit par accepter grâce à Laure qui la pousse dans ses retranchements, mais à la condition qu’il poursuive sa passion. Parallèlement, Blandine tente de pousser sa fille et son collègue Christophe dans les bras l’un de l’autre. Mais quand elle s’en aperçoit, Laure demande à sa mère de ne plus se mêler de sa vie sentimentale, car elle préfère attendre le retour de Benjamin. |    |                         |                     |                                        |                   |
| 130 | 25 | L'avenir est à nous     | Éric Summer         | Pascale Mémery                         | 5 février 2000    |
| Jessica va épouser Yann en secondes noces, mais les préparatifs sont stressants car sa nationalité américaine ne lui facilite pas les démarches administratives à la mairie. Victoria et Valentine se chargent d'inviter les amis et préparent la fête au Saint-Tropez. Yann quant à lui insiste pour qu’ils préparent une danse avec Jessica. De leur côté, Laure et Clara accueillent Benjamin qui est de retour après plus d'un mois en mer. Mais les retrouvailles sont glaciales car le jeune homme souhaite rompre, ne se trouvant pas assez bien pour Laure. L’impatience de cette dernière se transforme alors en chagrin, jusqu’à ce que des malaises la conduisent à passer des examens. Baptiste lui annonce qu’elle est tombée enceinte malgré un précédent diagnostic de stérilité. Ayant cru un temps une liaison entre Diane et Benjamin, mais rassurée par Mathieu, Laure se précipite en zodiac pour rattraper son compagnon qui avait décidé de repartir en mer. Elle lui annonce la bonne nouvelle et tous deux rentrent à temps pour assister au mariage de Jessica et Yann. |    |                         |                     |                                        |                   |
| 131 | 26 | Un grand geste d'amour  | Éric Summer         | François Aramburu et Pascal Fontanille | 19 février 2000   |
| Blandine et André emménagent dans une nouvelle maison. Mais la fête est de courte durée car ce dernier fait un malaise. À la clinique, Laure et Baptiste lui diagnostiquent un grave problème neurovasculaire. Mais André est au courant car il se faisait soigner en secret à Toulon pour ne pas inquiéter sa famille. La détérioration de son état pousse Laure à suggérer une opération risquée. André refuse de but en blanc, mais finit par accepter pour ne plus risquer de finir dans un état végétatif à tout instant. Tous essaient de cacher la vérité à Victoria, mais cette dernière comprend qu’elle risque de perdre son père. Trop faible, André meurt peu après l’intervention, laissant Blandine et Victoria dans le désarroi. Pendant ce temps, Jessica s’occupe des travaux de rénovation de la plage. Elle donne aussi un coup de main à la compagnie où Yann recrute une nouvelle danseuse pour la remplacer. Mais quand il se décide pour Sevy, Jessica lui fait une crise de jalousie. Elle réalise finalement qu’elle doit accepter qu’une autre la remplace comme partenaire de Yann. |    |                         |                     |                                        |                   |
| 132 | 27 | Une absence douloureuse | Sylvie Ayme         | Patrick Tringale                       | 26 février 2000   |
| Victoria est persuadée que Blandine a soutenu son père dans sa décision de se faire opérer. Elle la considère donc responsable de sa mort et prend la décision de récupérer son héritage, forçant ainsi Blandine à vendre la maison et l’entreprise d’André. Elle décide également de se lancer dans une carrière de comédienne. Pour lui prouver qu’elle tient à elle, Blandine s’occupe de lui payer un book et de l’inscrire à un casting, que Victoria remporte. Après avoir lu une lettre d’André écrite juste avant sa mort, Victoria comprend qu’elle ne peut pas en vouloir à sa belle-mère et s’excuse. Parallèlement, Pierre est accusé de tentative de viol par Éva, une des élèves de son lycée qui ment pour ne pas s’attirer les foudres de sa mère car Pierre allait la soumettre à un conseil de discipline. Alors qu’Aldo, un autre élève, colporte des rumeurs sur Pierre Olivier, Nicolas, que Blandine avait fini par apprivoiser, fait éclater la vérité. |    |                         |                     |                                        |                   |
| 133 | 28 | Un dernier duo          | Éric Summer         | Blats                                  | 4 mars 2000       |
| Pour un ballet que Jessica chorégraphie, Yann et Sevy passent beaucoup de temps à répéter ensemble au point de se rapprocher et finir par faire l’amour. Jessica ne tarde pas à le découvrir et enrage contre Yann. Mais ce dernier lui promet qu’il s’agit d’un accident. Il demande alors à Jessica de remplacer Sevy pour le spectacle afin de sauver leur couple, mais la passion n’est plus là. Résignée, comprenant que la danse prendra toujours le dessus pour Yann, Jessica décide de rompre. De son côté, Benjamin annonce à Clara que Laure est enceinte. Cette dernière lui en veut car elle angoisse d’avoir un bébé trisomique compte tenu de ses dernières analyses. La rencontre avec une patiente dans le même cas qu’elle l’aide à s’apaiser. Toutes les deux effectuent une amniocentèse qui se révèle négative. Laure court annonce la bonne nouvelle à Benjamin au port, là où il a retrouvé du travail. |    |                         |                     |                                        |                   |
| 134 | 29 | Un mystérieux secret    | Éric Summer         | Pascale Mémery                         | 11 mars 2000      |
| Un vieux copain de Laure, Roméo Ferreri, s’installe pour quelques jours dans sa villa. Mais Benjamin se méfie très vite du garçon dont le père, flic, avait jadis été assassiné par le parrain de la mafia Édouard Corty. Si Laure ne se doute de rien, Benjamin finit par comprendre qu’il est de retour à Saint-Tropez pour se venger car Corty est sur le point de sortir de prison. Lorsque les hommes de main du mafieux le repère et qu’ils le passent à tabac, Benjamin intervient et les fait fuir. Pour le remercier, Roméo rachète l’écurie de off-shore où travaille Benjamin et qui devait mettre la clé sous la porte. Roméo vient aussi en aide à Jessica, en lui apportant l’argent nécessaire à l’augmentation du capital pour la plage. En effet, Valentine, qui a appris par une lettre que Mathieu la quittait pour une autre femme rencontrée pendant son séjour en Espagne, tente de se venger en passant ses nerfs sur Jessica. La sachant sans apport, elle lui laisse le choix entre trouver l’argent ou lui vendre ses parts. Lorsque Roméo lui apporte la solution, Valentine, vexée, leur cède ses parts. |    |                         |                     |                                        |                   |
| 135 | 30 | De peur d'aimer         | Sylvie Ayme         | Stéphane Palay                         | 18 mars 2000      |
| Au cours d’une séance photo sur le ponton de la plage, Victoria rencontre Roméo. Après une série de rencontres sans lendemain pour l’un comme pour l’autre en raison de leur désespoir, les deux jeunes gens se rapprochent et passent la nuit ensemble, sans savoir qu’ils ont en commun la mort de leurs pères respectifs. Mais si Victoria s’accroche, Roméo, lui, préfère ne pas poursuivre leur relation, trop occupé à préparer la vengeance de son père. Finalement, Roméo apprend ce qui les unit et Victoria lui propose de réapprendre à être heureux ensemble. Pendant ce temps, Jessica conseille la jeune Éva qui passe son temps à la plage à draguer deux garçons à la fois, Aldo et Nicolas. Lorsque ces derniers s’en rendent compte, Éva se retrouve toute seule. Elle finit par réaliser qu’elle préfère Nicolas car comme elle, il est vierge. Et de toute façon, Aldo a déjà jeté son dévolu sur Brigitte. Le garçon, qui a abandonné le lycée, se fait également embaucher par Roméo pour l’aider à réparer les moteurs de son écurie de bateaux offshore. |    |                         |                     |                                        |                   |
| 136 | 31 | La blessure             | Sylvie Ayme         | Nicolas Mercier                        | 25 mars 2000      |
| Roméo va faire participer son écurie à sa première course de bateaux offshore, et sans le lui dire, il a inscrit Benjamin comme pilote. Lorsqu’il l’apprend, et malgré son envie, Benjamin doute car il sait que Laure sera inquiète. Et c’est le jeune Aldo qui finit, sans le vouloir, par mettre au courant la jeune femme, qui ne comprend pas pourquoi son compagnon veut prendre de tels risques à quelques mois de devenir papa. C’est finalement grâce à Clara, qui regarde son père gagner la course en héro, que Laure accepte la nouvelle passion de Benjamin. Pendant ce temps, rien ne va plus pour Victoria qui, malgré le soutien de son amoureux Roméo, ne supporte plus de s’être lancée dans le mannequinat. Elle devient secrètement boulimique, mais Roméo puis Laure s’en aperçoivent et lui recommandent de se faire aider psychologiquement. C’est seulement après une séance photo en maillot de bain ratée que Victoria accepte d’entamer une thérapie contre ses troubles alimentaires. |    |                         |                     |                                        |                   |
| 137 | 32 | Trop jeunes…            | Sylvie Ayme         | Bénédicte Popper                       | 1er avril 2000    |
| En plein divorce, Jessica sort tous les soirs pour oublier Yann. Mais il lui est difficile de tenir le coup. Au cours d’un déjeuner avec Laure dans l’hôtel-restaurant du chef Julien Valer, elle lui demande donc une ordonnance. Mais son amie médecin refuse, si bien que Jessica se fournit auprès de Roman, un noctambule. Rapidement dépendante, elle finit même par coucher avec Roman s’en en avoir aucun souvenir le lendemain. Après un malaise, elle finit à la clinique où Laure la sermonne, et où Julien lui fait livrer des fleurs. Charmée par le jeune femme, Julien l’invite à passer quelques jours dans son hôtel pour se reposer. Parallèlement, Éva apprend qu’elle est enceinte de Nicolas. Elle se confie à Laure, qui l’emploie comme baby-sitter de Clara. La jeune femme lui suggère d’en parler à son petit-ami et à sa mère. Blandine, sa professeur de français, conseille aussi le jeune couple quand Nicolas est mis au courant. Mais après mûre réflexion, Éva décide d’avorter, ne se sentant pas prête à assumer ce futur enfant. |    |                         |                     |                                        |                   |
| 138 | 33 | Le choix                | Éric Summer         | Patrick Delmas et Soline Delmas        | 8 avril 2000      |
| Baptiste engage Jeanne Bouvier à la clinique dans l’optique de remplacer Laure pendant son congé maternité qui approche. Mais cette dernière n’est pas prête à raccrocher la blouse blanche et entend bien continuer de travailler sans laisser Jeanne lui voler sa place. La pression est pourtant forte, entre Benjamin qui s’inquiète pour son futur enfant et Jeanne qui est prête à tout pour rafler tous ses patient et mettre le grappin sur Baptiste. Mais lorsque les malaises s’enchaînent, Laure comprend qu’il est temps de laisser la clinique de côté pour préserver son bébé. Pendant ce temps, Victoria se lance dans la comédie et décide de passer un casting, malgré le peu de soutien de Roméo. C’est donc Blandine qui l’aide à se préparer. Elle tient sa revanche sur son petit-ami quand elle obtient finalement le rôle. Mais c’est rapidement la déconvenue lorsque Laurent, le directeur de casting, profite d’une répétition pour tenter d’abuser d’elle. Heureusement, Roméo lui redonne le sourire. |    |                         |                     |                                        |                   |
| 139 | 34 | Un bébé nommé désir     | Fred Demont         | Pierre-Yves Pruvost                    | 15 avril 2000     |
| Laure s’ennuie depuis qu’elle est en congé maternité. Elle le fait d’ailleurs payer à Benjamin en le culpabilisant de poursuivre sa carrière de pilote de offshore. Mais ce dernier enchaîne les victoires avec sa nouvelle copilote Lucie. Il est donc absent lorsque Jessica conduit Laure d’urgence à la clinique après les premières contractions. Le bébé s’annonce avec beaucoup d’avance, et Benjamin est injoignable. Heureusement, ce dernier finit par avoir un pressentiment et abandonne une course pour se précipiter à la clinique juste avant l’arrivée du bébé. Pendant ce temps, Alain est de retour à Saint-Tropez pour laisser Valentine voir leur fils Jérémy pendant une semaine. Mais cette dernière entend bien en récupérer la garde maintenant que sa vie est plus stable et qu’un journal lui propose de l’embaucher. Alain s’empresse alors de raconter au directeur les troubles psychiatriques passés de son ex-femme, avortant ainsi les chances de Valentine. Cette dernière contre-attaque et fait chanter le directeur grâce à des photos volées de lui en compagnie de sa maîtresse. Le juge statue finalement sur une garde alternée de Jérémy, forçant Alain à se réinstaller à Saint-Tropez. |    |                         |                     |                                        |                   |
| 140 | 35 | Face à face             | Hervé Renoh         | Éric Summer                            | 22 avril 2000     |
| Édouard Corty sort de prison. Roméo compte donc venger son père en tuant son assassin, bien que Victoria le supplie de ne rien faire. Mais Roméo apprend par hasard qu’Aldo est le fils de Corty, ce qu’il ignorait puisque l’adolescent utilise le nom de sa mère par honte de son père. Alors Roméo hésite et se brouille avec Aldo, auprès de qui Corty colporte des rumeurs sur ce qui s’est passé. Mais lorsque Roméo s'introduit chez Corty et s’apprête à le tuer, Aldo surprend leur conversation et réalise que son père est un assassin. Roméo renonce, tenant sa vengeance grâce à son jeune ami qui décide de renier son père. Au Saint-Tropez, les clients ne sont pas emballés par le service de restauration. Océane, la serveuse de Jessica, lui suggère de retourner voir Julien Valer afin de lui demander de l’aide. Bien que très occupé, il accepte tout en la négligeant. Jessica ne sait alors plus sur quel pied danser. Ils finissent tout de même par se séduire et faire l’amour. Pour autant, la jeune femme reste perplexe sur l’avenir d’une telle relation, leurs styles de vie étant diamétralement opposés. |    |                         |                     |                                        |                   |
| 141 | 36 | Un si petit rival       | Fred Demont         | Nicolas Mercier                        | 29 avril 2000     |
| Marion revient à Saint-Tropez après avoir été libérée de prison en Italie. Marco lui dit regretter leur séparation, surtout que la jeune femme promet de vouloir se ranger. Marco lui trouve alors un job dans une station-service, mais le couple de propriétaires la traite comme une esclave. Elle y fait pourtant la rencontre de Françoise, qui lui propose bien mieux : travailler pour elle comme escorte auprès de riches clients, promettant qu’il s’agit simplement d’accompagnement. Mais Marco le découvre et propose à Marion de l’aider financièrement plutôt que d’accepter l’offre de Françoise. Parallèlement, Clara rejette sa mère qui s’occupe davantage de Gabriel, son nouveau petit frère. Laure se brouille d’ailleurs avec Benjamin à ce sujet, d’autant qu’il n’est pas souvent à la maison pour l’aider. Lorsque Clara s’enfuit au cours d’une balade après avoir reçu une gifle, Laure baisse les bras. Mais la petite fille comprend qu’elle a blessé sa maman et s’excuse. |    |                         |                     |                                        |                   |
| 142 | 37 | Autorité parentale      | Fred Demont         | François Aramburu et Pascal Fontanille | 6 mai 2000        |
| Valentine et Alain se partagent la garde de Jérémy. Mais sa mère ne supporte pas le schéma familial stable que lui apportent son père et sa nouvelle femme, Sybil de Boissière, riche héritière et marraine d’une association pour l’enfance. Valentine se décide donc à semer le trouble afin de récupérer la garde exclusive de son fils. Grâce à son travail au journal « Sud Matin », elle contacte un magazine à scandale pour qu’il publie un article à décharge accusant Sybil de maltraitance. La rumeur se répand, Alain perd un investisseur et l’association de désolidarise de sa femme. Finalement, la juge accède aux volontés de Valentine, laissant Alain dans le désespoir. Pendant ce temps, Benjamin s’éloigne de Laure avec qui il ne partage même plus le lit. Depuis l’arrivée de Gabriel, il passe en effet le plus de temps possible à l’écurie offshore avec Lucie, qui lui avoue être amoureuse. Malgré les tentatives de Laure pour sauver leur couple, Benjamin se rapproche de sa partenaire et cède à la tentation, déçu par la vie de famille qu'il imaginais autrement. |    |                         |                     |                                        |                   |
| 143 | 38 | Duel au soleil          | Hervé Renoh         | Patrick Bancarel                       | 13 mai 2000       |
| Roméo organise l’anniversaire d’Aldo à la plage, quand Corty débarque pour lui offrir un cadeau. L’adolescent, qui a renié son père, le refuse. Corty essaie en fait de se rapprocher de son fils car il se sait condamné en raison d’un cancer. Le mafieux menace alors de s’en prendre à Victoria si Roméo ne se sépare pas de son fils dans son écurie de offshore. Comme cela ne convainc pas Aldo, Corty s’en prend à Victoria, forçant Roméo à se venger. Les deux ennemis en viennent à pointer leurs armes l’un sur l’autre, mais Roméo tire le premier. Plus tard au Saint-Tropez, Marco arrête Roméo qui vient d’annoncer lui-même la mauvaise nouvelle à Aldo. Pendant ce temps, Marion se voit obligée de rembourser un ancien complice, Orso, si elle ne veut pas qu’il la dénonce pour un braquage qu’ils avaient commis ensemble et pour lequel il est le seul à avoir été condamné. Elle retourne donc voir Françoise et accepte une mission d’escort-girl. Elle rencontre alors Vincent de Boissière et l’accompagne à un dîner d’affaires. Mais les deux jeunes gens se prennent au jeu du faux couple et finissent par tomber sous le charme l’un de l’autre. Marion prévient le jeune homme qu’elle n’est pas une fille pour lui, mais Vincent souhaite relever le défi. |    |                         |                     |                                        |                   |
| 144 | 39 | L'une ou l'autre        | Hervé Renoh         | Nathalie Vailloud                      | 20 mai 2000       |
| Benjamin mène une double vie entre Laure et Lucie, mais cela est de courte durée car sa compagne ne tarde pas à découvrir sa liaison, d’autant que Benjamin la repousse sans cesse et découche très souvent, prétextant passer ses nuits au hangar à offshore. Et lorsque Clara surprend elle-même le jeune homme en train d’embrasser Lucie, s’en est trop pour Laure qui décide douloureusement de rompre, demandant à Benjamin de quitter leur maison. Pendant ce temps, Jessica souhaite passer plus de temps avec Julien car ce dernier est accaparé par son travail et ses horaires décalés. Aussi lui propose-t-elle de vivre ensemble chez lui. L’ancien célibataire endurci accepte, mais la cohabitation s’avère rapidement très difficile au point que les deux amants se brouillent. Réalisant qu’il a fait peu d’efforts, Julien retourne trouver Jessica et lui propose que ce soit lui qui vienne habiter dans son ancien local de danse reconverti en loft. |    |                         |                     |                                        |                   |
| 145 | 40 | Rivalité                | Éric Summer         | Patrick Bancarel                       | 27 mai 2000       |
| Laure reprend le travail après son congé maternité. Mais à la Clinique du Golfe, Jeanne a eu le temps de faire sa place, surtout auprès de Baptiste qu’elle a convaincu d’ouvrir un service de chirurgie esthétique à la place du service de médecine de jour imaginé par Laure. Ne trouvant plus aucun soutien et poussée à la sortie par Jeanne, Laure décide d’accepter une belle proposition de travail à Paris. Elle annonce à tout le monde son prochain départ, ce qui pousse Baptiste à réagir et trouver une solution pour que les deux nouveaux services cohabitent. De leur côté, Marion et Vincent connaissent leur première dispute lorsque la jeune femme émet le souhait de débuter une carrière dans la chanson, à la suite de sa rencontre avec un groupe de musiciens. Alain, le beau-frère de Vincent puisqu’il s’agit du frère de Sybil de Boissière, le pousse dans les bras d’une autre femme, une avocate d’affaires qu’il trouve plus enviable qu’une petite chanteuse de bar. Mais Vincent réalise qu’il est vraiment amoureux de Marion, et qu’il est prêt à la soutenir dans sa nouvelle passion. |    |                         |                     |                                        |                   |
| 146 | 41 | Le choix de Victoria    | Vincent Monnet      | Bénédicte Popper                       | 3 juin 2000       |
| Clara passe quelques jours dans la villa où Benjamin et Lucie vivent désormais. La petite fille mène cependant la vie dure à la nouvelle compagne de son père, car elle la rend responsable de la séparation de ses parents. Laure et Benjamin tente de lui expliquer les choses chacun leur tour, mais c’est Jessica qui parvient à faire changer d’avis la petite fille. Parallèlement, Victoria est aux anges. Elle a décroché un rôle pour un premier film, et elle retrouve Roméo, libéré de prison après un acquittement du meurtre de Corty pour légitime défense. Mais le garçon est au plus mal, éprouvant comme un vide dans sa vie alors que Victoria, elle, réalise son rêve. Alors quand il apprend que le tournage et sa carrière vont conduire la jeune femme pendant plusieurs semaines à Paris, il perd le contrôle et agresse le réalisateur du film, jaloux de sa proximité avec Victoria. Cette dernière décide finalement de rompre et conseille à Roméo de se reconstruire loin de Saint-Tropez. |    |                         |                     |                                        |                   |
| 147 | 42 | L'accident              | Vincent Monnet      | François Aramburu et Pascal Fontabille | 10 juin 2000      |
| Jessica est aux anges car Baptiste lui annonce qu’elle est enceinte. Mais elle n’a pas le temps de l’annoncer à Julien qui part avec Benjamin faire un tour de offshore. Malheureusement, un problème mécanique provoque un accident et Julien tombe dans le coma. Furieuse, Jessica accuse Benjamin d’une erreur de pilotage et porte plainte. L’enquête de Marco disculpe rapidement le pilote, mais ce dernier se sent responsable malgré tout. Miné par son amitié perdue avec Jessica, par la perte de ses enfants à la suite de sa séparation d’avec Laure, et par cet accident qui semble mettre un terme à sa carrière, il décide de quitter Saint-Tropez sur un voilier pour faire le point. Juste avant, il contribue à sortir Julien du coma en lui donnant son sang. Touchée malgré tout par ce geste, Jessica le rejoint au port pour lui dire au revoir et lui donner son pardon. |    |                         |                     |                                        |                   |
| 148 | 43 | La force de l'amour     | Éric Summer         | Pascale Mémery                         | 1er juillet 2000  |
| Marion est heureuse avec Vincent. Mais leur relation de plaît pas au père du jeune homme, Charles de Boissière, qui découvre non seulement sa belle-fille par hasard, mais aussi qu’elle est chanteuse. Alain, l’associé des de Boissière, tente de séparer le couple qu’il juge mal assorti. Pour faire cesser ce petit jeu, Vincent demande la main de Marion. Charles de Boissière fait alors marche arrière en retirant à son fils le poste qu’il lui avait promis. Vincent doute un instant de son futur avec Marion, mais quand cette dernière s’apprête à quitter Saint-Tropez après avoir refusé un chèque de dédommagement d’Alain, Vincent l’en empêche. Finalement, son père s’excuse auprès de Marion et Vincent obtient le poste. Pendant ce temps, Louis Lacroix fait son grand retour à Saint-Tropez. Jessica est folle de joie, mais trouve rapidement que le garçon a changé car il traîne avec une bande de mafieux. Elle ignore qu’en fait, il travaille sous couverture avec Marco pour faire tomber Francis, un malfrat lié à l’époque au meurtre de son père Claude. Marco manque d’ailleurs de faire capoter leur plan lorsque, ivre de chagrin à l’annonce du futur mariage de Marion qu’il aime en secret, il débarque chez Francis. Plus tard, ayant peur de perdre l’amitié de Jessica, Louis demande à son amie de lui faire confiance, car il ne peut pas lui en dire plus.                                  |    |                         |                     |                                        |                   |
| 149 | 44 | Le piège                | Sylvie Ayme         | Blats                                  | 2 septembre 2000  |
| Valentine n’a pas abandonné l’idée de saborder le mariage d’Alain et Sybil, car elle souhaite récupérer son ex-mari et vivre à nouveau tous les trois avec leur fils Jérémy. Elle demande alors à Baldi, un photographe qu’elle connaît via son travail à Sud Matin, de mettre en scène une fausse paparazzade entre Alain et une fille payée pour faire croire à une liaison. Valentine prétend ensuite vouloir aider Alain à empêcher la publication. Mais les photos paraissent quand même et Sybil demande le divorce. L’air de rien, Valentine propose à Alain de l’accueillir quelque temps chez elle. De son côté, Jessica retrouve Julien. Mais elle ne reconnaît plus le futur père de leur enfant, qui adopte un comportement frénétique depuis son accident. Jessica, qui a assuré l’intérim dans le restaurant de Julien pendant sa convalescence, finit par faire une crise de nerfs à force de tout gérer toute seule. Son admission à la clinique provoque chez Julien une prise de conscience. |    |                         |                     |                                        |                   |
| 150 | 45 | La princesse abandonnée | Hervé Renoh         | Nicolas Mercier                        | 9 septembre 2000  |
| Depuis sa rupture avec Benjamin, il est difficile pour Laure d’assurer la garde des enfants quand Blandine est occupée. Alors elle décide d’engager une baby-sitter. Elle engage une certaine Hélène, sans savoir qu’elle est la mère biologique de Clara. La jeune femme souhaite passer du temps avec celle qu’elle a abandonné à la naissance, lorsqu’elle était trop jeune pour l’assumer. Lorsque Laure réalise qu’Hélène ne s’occupe pas de Gabriel et que son nom de famille est Rousseau, le nom de naissance de sa fille, Laure comprend tout et lui interdit de s’approcher à nouveau de Clara. Mais elle est rapidement prise de remords et souhaite écouter son histoire. Laure finit par accepter de révéler à Clara la vraie identité d’Hélène, mais à son rythme. Pendant ce temps, Louis fait la connaissance de Victoria à la plage. Il remarque tout de suite son mal-être, car la jeune comédienne vit un enfer avec Oliver Matis, le réalisateur du film qu’elle tourne mais aussi son nouveau compagnon dans la vie. Oliver se sert en effet du tournage pour l’humilier moralement et physiquement. Louis, sous le charme de Victoria, la soutient dans cette épreuve. Il parvient à lui faire ouvrir les yeux, et Victoria met fin à son calvaire en imposant ses conditions pour finir le film et en humiliant à son tour Oliver devant toute l’équipe technique. Libérée, Victoria tombe dans les bras de Louis. |    |                         |                     |                                        |                   |
| 151 | 46 | Le choix du cœur        | Hervé Renoh         | Malika Ferdjoukh                       | 16 septembre 2000 |
| Hélène, la mère biologique de Clara, s’impatiente car elle souhaite bien plus qu’avouer sa véritable identité à la petite fille. Elle dépose en effet un recours auprès du juge pour casser l’adoption de Clara par Laure. Cette dernière finit par dire la vérité à sa fille, mais Clara en fait des cauchemars par peur d’être séparée de sa maman de cœur. Heureusement, la juge maintient la garde de Laure. Hélène kidnappe alors l’enfant, avant de la ramener auprès de Laure car elle réalise que Clara est très malheureuse sans elle. Pendant ce temps, Louis pousse Victoria à reprendre confiance en elle est à contacter son agent pour un nouveau film. La jeune femme, dégoûtée de son expérience avec Oliver, souhaite arrêter la comédie. Mais Louis, convaincu de son talent, finit par prendre lui-même les choses en main en parlant à son agent et en lui faisant répéter un rôle pour un casting. Portée par le soutien sans faille de Louis, Victoria obtient le rôle et part pour plusieurs mois de tournage en Afrique du Sud, sans être sûre qu’elle et Louis se retrouverons un jour. |    |                         |                     |                                        |                   |
| 152 | 47 | Danger                  | Sylvie Ayme         | Stéphane Palay                         | 23 septembre 2000 |
| Laure s’inquiète pour la santé d’Éva, sa baby-sitter, et demande son avis à Blandine qui est aussi sa professeure de français. Tous s’accordent à dire qu’elle ne va pas bien, mais la jeune fille refuse de se faire soigner car elle est sous l’influence d’une secte dirigée par Laëtitia, qui rejette la médecine traditionnelle. Laure a beau lui raconter sa propre expérience en la matière, Éva ne veut rien entendre jusqu’à ce que les malaises s’enchaînent. Hospitalisée, Laure lui diagnostique une maladie grave. L’adolescente réalise alors que Laëtitia la mettait en danger et qu’elle lui tourne rapidement le dos en la suppliant de ne pas porter plainte contre elle. Parallèlement, un critique gastronomique annonce sa venue au Sud, le restaurant de Julien. Mais ce dernier fait une mauvaise chute et ne peut assurer le service en l’absence du chef de cuisine. Jessica, seule à la barre, tente le tout pour le tout avec Fred, un commis. Mais le critique tombe sous le charme non pas de la carte, mais de Jessica. Cette dernière finit cependant par lui avouer être amoureuse et enceinte, ce qui pousse le critique à repartir, en attribuant, pas rancunier, une troisième étoile au restaurant de Julien grâce à l’excellente cuisine de Fred. |    |                         |                     |                                        |                   |